# Серафимов клуб
„Серафимов клуб” је југословенска телевизијска серија снимљена 1961. године у продукцији Телевизије Београд.

## Епизоде
| Сезона | Епизода | Назив | Датум            |
| ------ | ------- | ----- | ---------------- |
| 1      | 1       | /     | 18. марта 1961.  |
| 1      | 2       | /     | 8. априла 1961.  |
| 1      | 3       | /     | 29. априла 1961. |
| 1      | 4       | /     | 20. маја 1961.   |
| 1      | 5       | /     | 1. јула 1961.    |

## Улоге
| Глумац                     | Улога        |
| -------------------------- | ------------ |
| Мија Алексић               | (5 еп. 1961) |
| Жарко Митровић             | (5 еп. 1961) |
| Миодраг Петровић Чкаља     | (5 еп. 1961) |
| Жика Живуловић             | (5 еп. 1961) |
| Ђокица Милаковић           | (4 еп. 1961) |
| Јовиша Војиновић           | (4 еп. 1961) |
| Татјана Бељакова           | (3 еп. 1961) |
| Љубомир Дидић              | (3 еп. 1961) |
| Душан Крцун Ђорђевић       | (3 еп. 1961) |
| Дејан Дубајић              | (3 еп. 1961) |
| Предраг Цуне Гојковић      | (3 еп. 1961) |
| Живојин Жика Миленковић    | (3 еп. 1961) |
| Бранка Митић               | (3 еп. 1961) |
| Михајло Бата Паскаљевић    | (3 еп. 1961) |
| Јожа Рутић                 | (3 еп. 1961) |
| Властимир Ђуза Стојиљковић | (3 еп. 1961) |
| Ана Красојевић             | (2 еп. 1961) |
| Бранка Веселиновић         | (2 еп. 1961) |
| Александар Стојковић       | (1 еп. 1961) |